# Lluny de vosaltres, m'he fet gran
Lluny de vosaltres, m'he fet gran (originalment en francès, Loin de vous j'ai grandi) és un documental francès dirigit per Marie Dumora i estrenat el 27 de setembre de 2020 a la programació de l'Association du cinéma indépendant pour sa diffusion (ACID). El 17 de novembre de 2021 va estrenar-se a les sales de cinema de França. S'ha subtitulat al català.

## Sinopsi
En Nicolas té tretze anys i viu en un centre de menors a la vall de la Bruche, al Baix Rin. La Sabrina, la seva mare, resideix a uns quants quilòmetres de distància amb el seu marit i les seves dues filles. En Nicolas i la Sabrina aconsegueixen veure's de tant en tant: en els dies festius, en les ocasions especials o simplement quan es troben per prendre un refresc.

## Selecció
- Festival de Canes de 2020 (programació de l'ACID)